# Matthias Beck (Musiker)
Matthias Beck (* 1962 in Dettingen an der Erms) ist ein deutscher Trompeter, Blockflötist und Metallblasinstrumentenmacher.
Beck begann 1973 im Posaunenchor des CVJM Dettingen mit dem Trompetenspiel. 1978 begann er an der Hochschule für Musik und Darstellende Kunst in Stuttgart mit dem Studium der Blockflöte bei Heribert Rosenthal (Konzertexamen). Nach zwei Semestern erweiterte er sein Studium mit dem Fach Trompete. Ergänzend zu seinem Musikstudium absolvierte er eine Ausbildung als Instrumentenmacher für Metallblasinstrumente in Rüsselsheim, welche er mit der Meisterprüfung abschloss. 1996 übernahm er das elterliche Musikgeschäft in Dettingen, wo er auch Leiter des Posaunenchores ist. Beck konzertierte als Trompeter unter anderem mit Hans-Jürgen Hufeisen sowie der Organistin Hildegund Treiber.

## Tondokumente
- Concerto (1995), mit Hildegund Treiber (Orgel)
- Erschallet (1996), mit Vicente Lopez (Trompete) und Hildegund Treiber (Orgel)
- Himmelsflöte (mit Hans-Jürgen Hufeisen)
- Mein Schutzengel (mit Hans-Jürgen Hufeisen)